# Наниев, Олег Владимирович
Оле́г Влади́мирович На́ниев (осет. Наниты Владимиры фырт Олег; 2 января 1969, Хумалаг, Северо-Осетинская АССР — 2001) — Заслуженный тренер России по вольной борьбе (1998). Мастер спорта СССР международного класса.

## Биография
Родился в селении Хумалаг. Вольной борьбой стал заниматься с 13 лет у тренера Рамазана Дзагоева. Чемпион СССР среди юношей. В 1987 году стал чемпионом Европы и мира среди юношей и юниоров. В 1990 году стал победителем международного турнира в Тегеране. В 1991 году стал серебряным призёром чемпионата Европы.
Окончил экономический факультет Горского государственного аграрного университета.
Работал тренером. Среди его воспитанников — олимпийский чемпион Вадим Богиев.
С 1996 года выступал за Узбекистан. В 1996 году принял участие в чемпионате Азии, занял 6-е место. В 1997 году представлял Узбекистан на чемпионате мира, стал 11-м.
Умер в 2001 году.